# Grania crassiducta
Grania crassiducta är en ringmaskart som beskrevs av Coates 1990. Grania crassiducta ingår i släktet Grania och familjen småringmaskar. Inga underarter finns listade i Catalogue of Life.